# Bahir Dar Zuria
Bahir Dar Zuria est un woreda de la région Amhara, en Éthiopie, qui entoure Baher Dar, la capitale de la région. Il compte 182 730 habitants en 2007.

## Situation
Situé dans la zone Mirab Godjam de la région Amhara, Bahir Dar Zuria s'étend autour de la zone spéciale de Baher Dar, depuis le sud du lac Tana, jusqu'au Nil Bleu qui le sépare de la zone Debub Gondar.
Ses principales localités sont Meshenti sur la route Addis-Abeba-Baher Dar, Zege au bord du lac Tana et Tis Abay au bord du Nil Bleu,,,.
| Semien Achefer | Baher Dar       |               |
|                | Bahir Dar Zuria | Dera          |
| Mecha          |                 | Yilmana Densa |

## Points d'intérêt
La péninsule de Zege (en) dans le lac Tana est connue pour de nombreux monastères et églises médiévales telles que Ura Kidane Mehret (en).
Tis Abay, littéralement « grande » fumée en amharique, est le site des chutes du Nil Bleu.

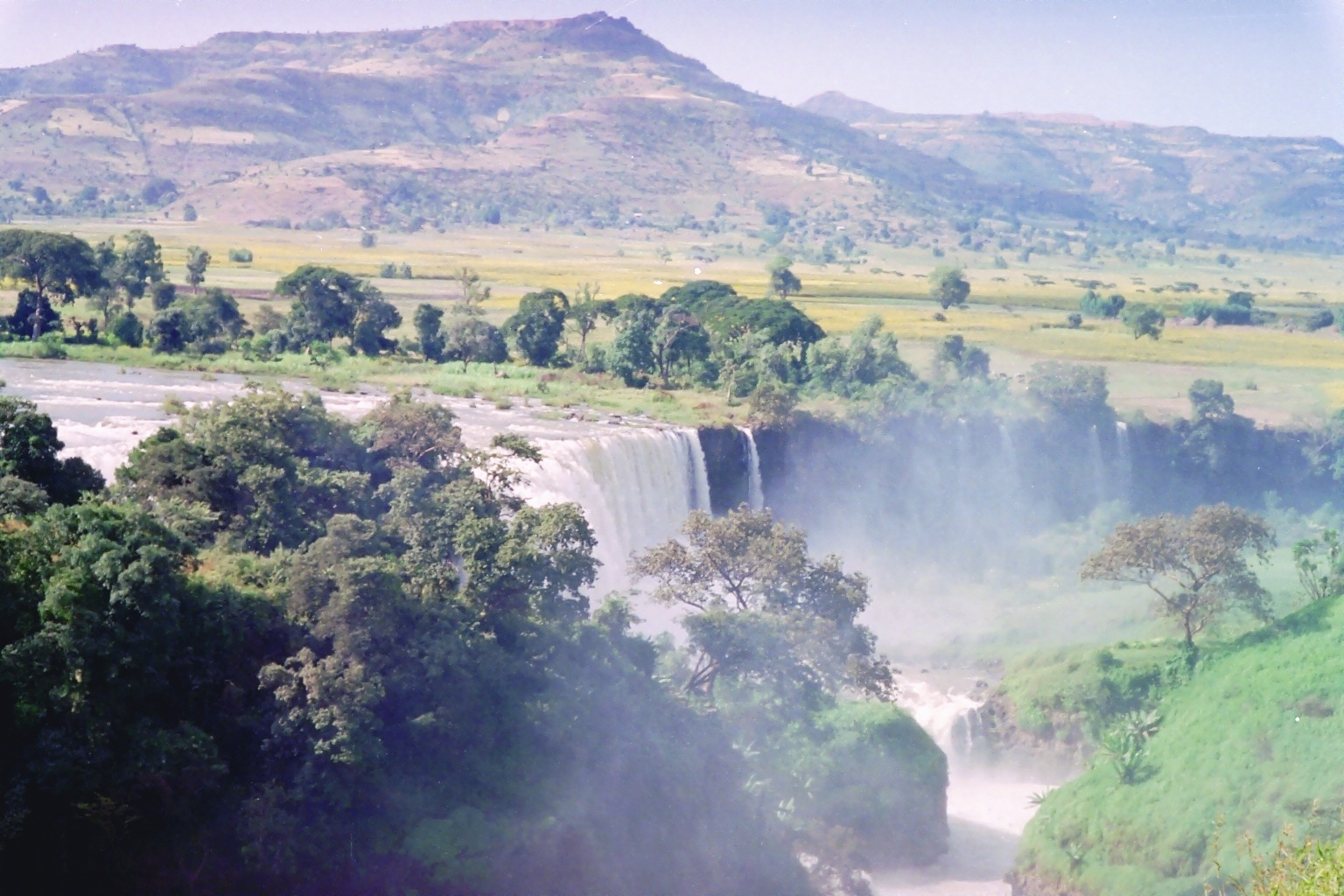
Tis Abay.
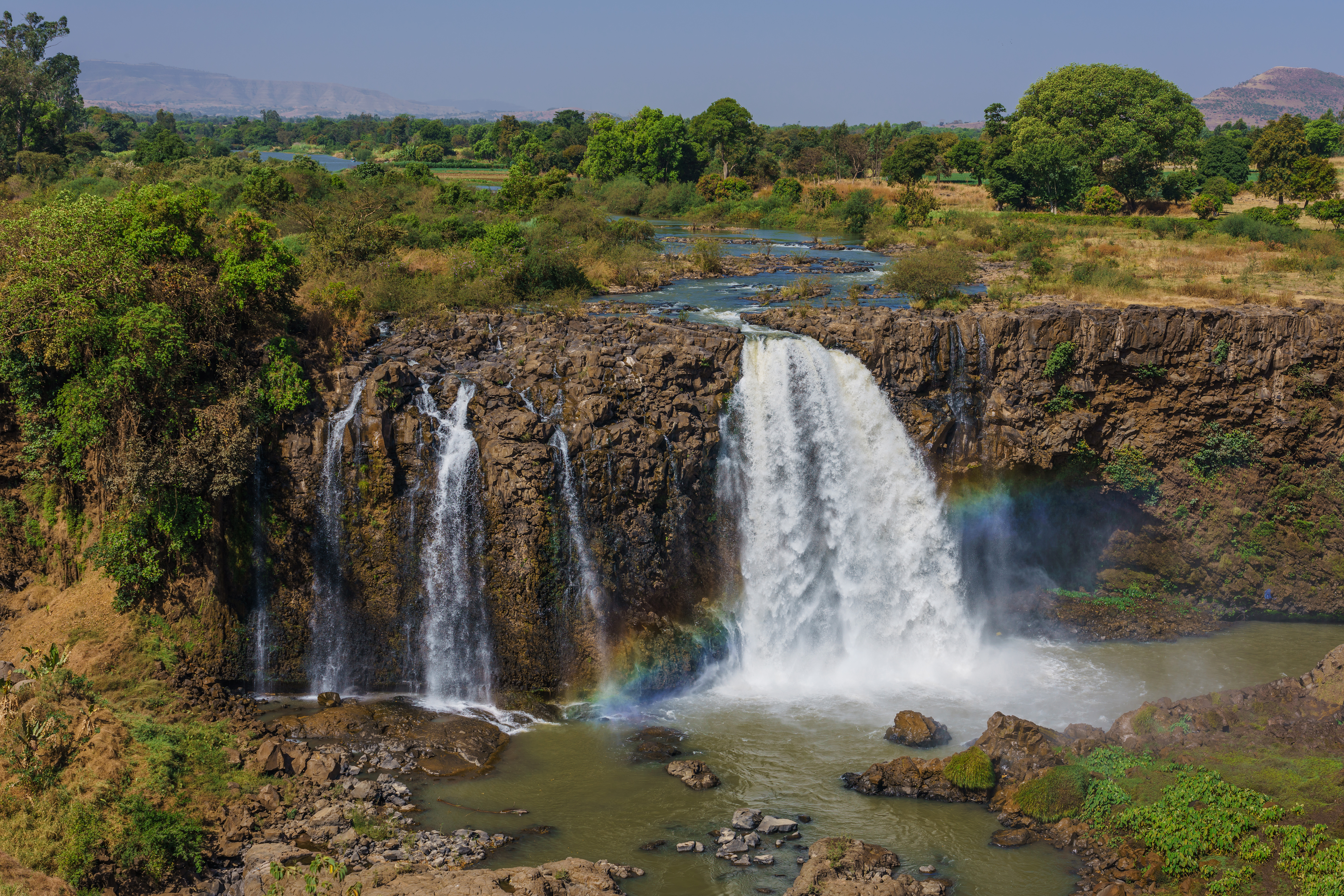
Tis Abay.
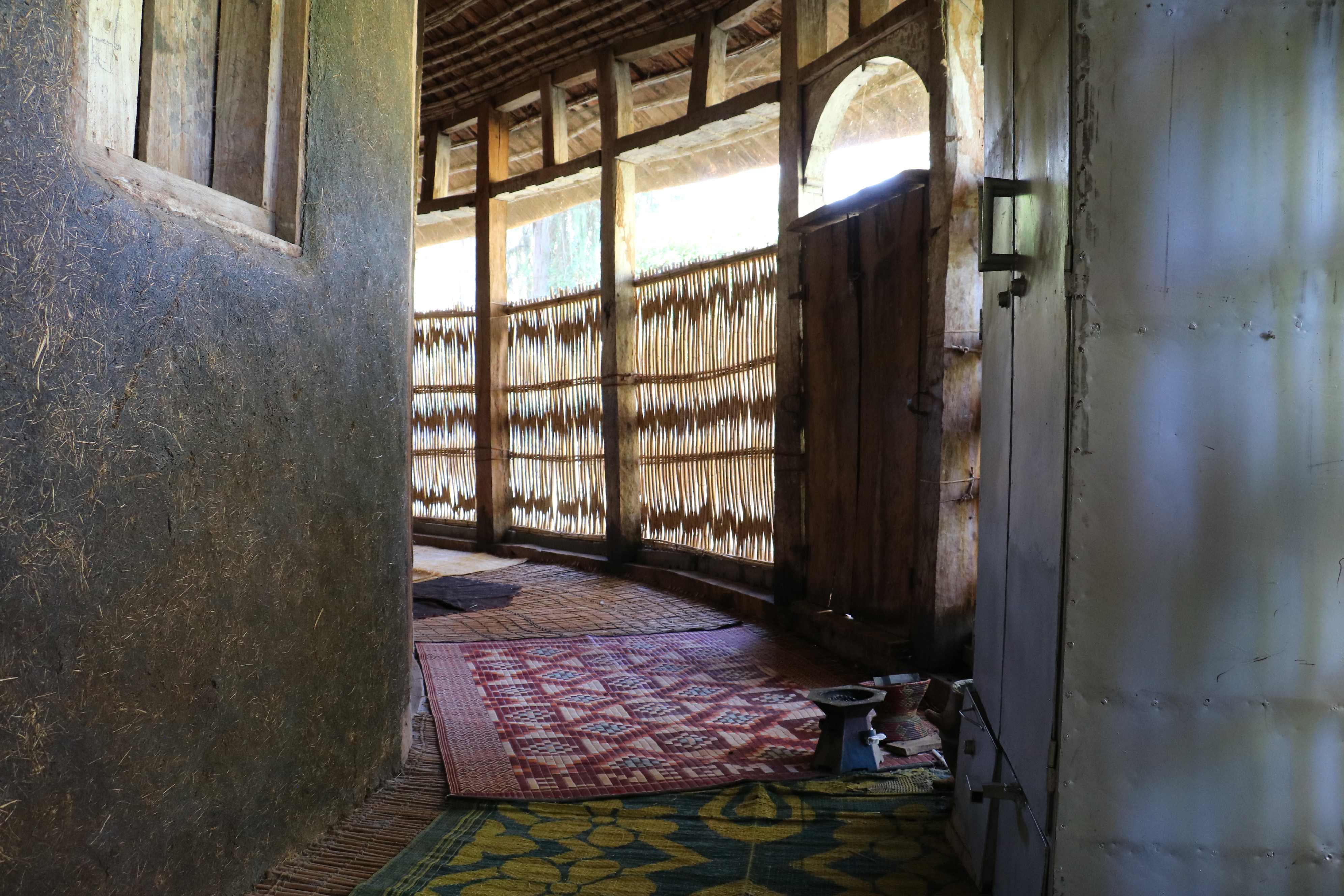
Monastère dans la péninsule de Zege.
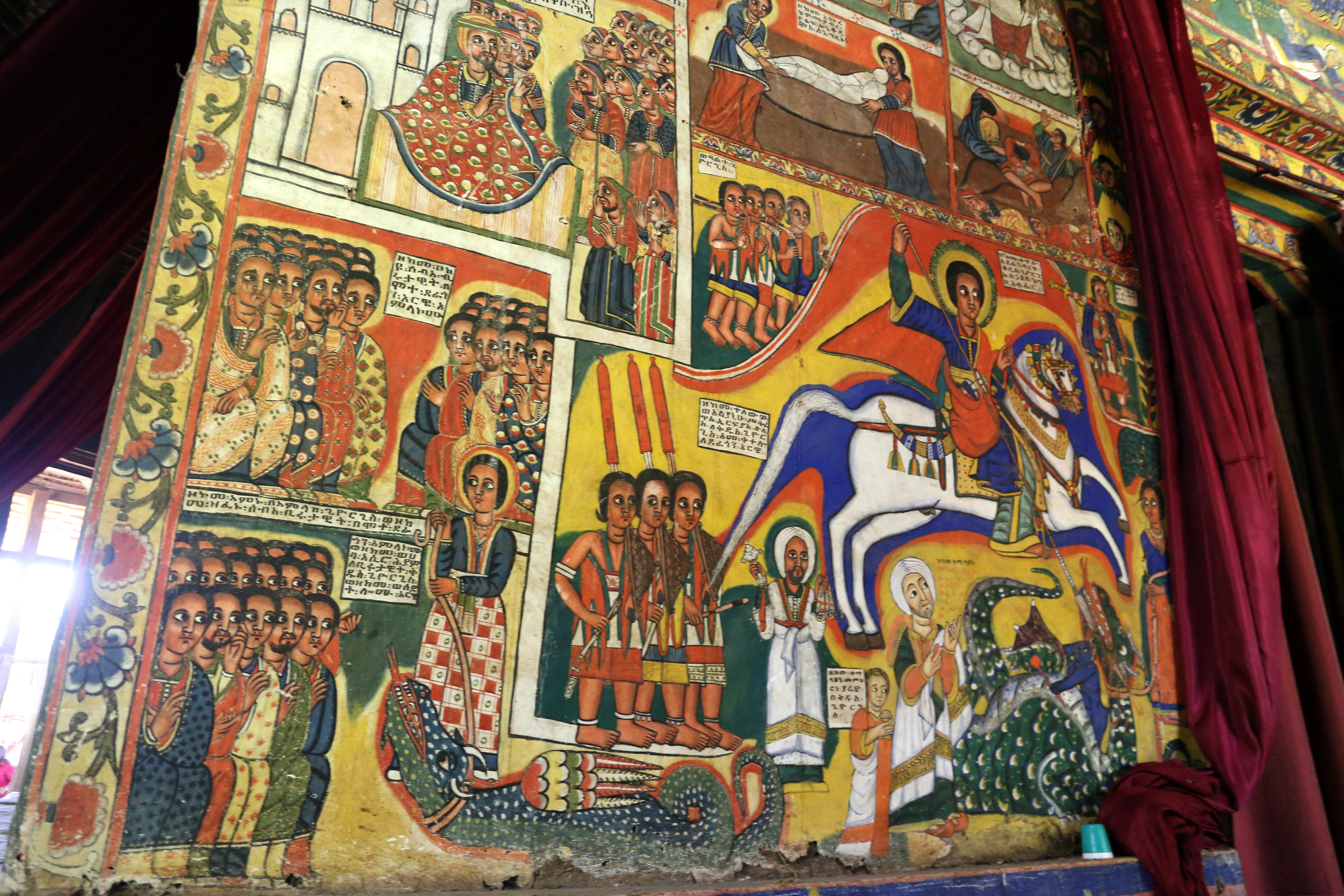
Fresques dans l'église Ura Kidane Mehret.

## Démographie
D'après le recensement national de 2007 réalisé par l'Agence centrale de la statistique (Éthiopie), le woreda compte 182 730 habitants et toute la population est rurale,.
La quasi-totalité des habitants (99,7 %) sont orthodoxes.
Avec une superficie de 1 443 km2[réf. souhaitée], le woreda a en 2007 une densité de population de 127 personnes par km2.
Début 2022, la population est estimée, par projection des taux de 2007, à 253 043 personnes.